# モロッコの国章
モロッコの国章（モロッコのこくしょう）は、1957年8月14日に採用された。
この国章は、起源がモロッコ王章であり、版画家のゴーティエアとエノーによって作成され、アトラス山脈と太陽の前に赤いバックに緑色の五芒星という構図をとっている。 また先端には国王の王冠が描かれている。 シールドのサポーターには二頭のライオンが採用されている。 下部のリボンには、アラビア語の碑文が書かれている。: (原文: إن تنصروا الله ينصركم) (訳:「汝が神を助けるならば、神も汝を助けるだろう。」) (コーラン、第7節、スーラ47章).